# Jan Wojtal
Jan Wojtal, ps. Jeż (ur. 10 grudnia 1903 w Krasnymstawie, zm. 21 sierpnia 1984 we Wrocławiu) – żołnierz Batalionów Chłopskich, pułkownik rezerwy, działacz ludowy.

## Życiorys
Jan Wojtal urodził się w Krasnymstawie w rodzinie chłopskiej. Po zakończeniu edukacji rozpoczął w 1924 służbę w Wojsku Polskim, w trakcie której ukończył Szkołę Podchorążych Piechoty. 11 sierpnia 1927 Prezydent RP Ignacy Mościcki mianował go podporucznikiem ze starszeństwem z 15 sierpnia 1927 i 84. lokatą w korpusie oficerów piechoty, a minister spraw wojskowych wcielił do 9 pułku piechoty Legionów w Zamościu. 15 sierpnia 1929 został mianowany porucznikiem ze starszeństwem z 15 sierpnia 1929 i 82. lokatą w korpusie oficerów piechoty. W czerwcu 1934 został przeniesiony do korpusu oficerów taborowych z równoczesnym wyznaczeniem na stanowisko oficera taborowego w 37 Pułku Piechoty w Kutnie. W marcu 1939 nadal pełnił służbę w 37 pp na stanowisku dowódcy kompanii gospodarczej i oficera taborowego.
Walczył w kampanii wrześniowej, przy czym uniknął niewoli. Jeszcze w 1939 włączył się w działalność podziemną, został członkiem ZWZ. W latach 1940–1942 był komendantem Obwodu Krasnystaw Okręgu Lublin AK. Później został członkiem Batalionów Chłopskich i pomiędzy 1 stycznia 1943 a 31 marca 1944 sprawował funkcje szefa sztabu Okręgu Lublin BCh i zastępcy komendanta Okręgu ds. oddziałów taktycznych i wyszkolenia tej organizacji. Od kwietnia do grudnia 1944 był komendantem obwodu Krasnystaw scalonych AK i BCh. Pozbawiony funkcji wskutek podjęcia rozmów z PKWN na temat ujawnienia organizacji. W ramach Akcji Burza na Lubelszczyźnie brał udział w walkach pod Fajsławicami, Janowem Lubelskim i Krasnymstawem. 
Jesienią 1945 został wiceprzewodniczącym Okręgowej Komisji Likwidacyjnej BCh na Lubelszczyźnie. Był członkiem SL i ZSL. W 1953 ukończył Wyższą Szkołę Ekonomiczną we Wrocławiu. Później pracował w administracji państwowej i w Rolniczych Zakładach Doświadczalnych we Wrocławiu. Zmarł we Wrocławiu.

## Ordery i odznaczenia
- Krzyż Srebrny Orderu Virtuti Militari
- Złoty Krzyż Zasługi z Mieczami
- Krzyż Walecznych
- Krzyż Partyzancki

## Publikacje
- Paweł Czuba i Jan Wojtal, Walczyli na ziemi krasnostawskiej, Ludowa Spółdzielnia Wydawnicza Warszawa 1979, ISBN 83-205-3150-0